# ملفين سي. سنايدر
ملفين سي. سنايدر هو مدير ومحامي وقاضي وسياسي أمريكي، ولد في 29 أكتوبر 1898 في ألبرايت في الولايات المتحدة، وتوفي في 5 أغسطس 1972 في كينغوود في الولايات المتحدة. نشط حزبياً في الحزب الجمهوري. وقد انتخب مدع (1929 – 1944) وانتخب عمدة (1926 – ) وانتخب عضو مجلس النواب الأمريكي ‏.